# Mark Padun
Mark Pavlovyč Padun (in ucraino Марк Павлович Падун?; Donec'k, 6 luglio 1996) è un ex ciclista su strada ucraino Professionista dal 2018 al 2024, ha vinto due tappe al Giro del Delfinato 2021.

## Carriera
Cresciuto ciclisticamente in Italia, dopo la prima stagione da Under-23 con il Team Pala Fenice, nel 2016 si trasferisce tra le file della Colpack, con cui si aggiudica la Coppa Penna, il Gran Premio Industria e Commercio Comune di Bottocino, il campionato ucraino a cronometro Under-23 e una tappa al Giro della Valle d'Aosta, che conclude al terzo posto. Nella stagione seguente vince il Circuito del Compitese, il Trofeo Piva, la classifica generale della Flèche du Sud (dopo la squalifica di Matija Kvasina), una tappa al Giro d'Italia Under-23 e il Gran Premio Capodarco.  Il 1º agosto passa alla Bahrain-Merida come stagista, squadra con cui firma successivamente un biennale.
Nel 2018, alla sua prima stagione da professionista, conquista una vittoria al Tour of the Alps, anticipando nell'ultima frazione il gruppo dei favoriti. Ad agosto viene selezionato per la Vuelta a España, dalla quale si ritira nel corso della diciassettesima tappa; ai seguenti mondiali Under-23 a Innsbruck conquista il diciassettesimo posto nella prova a cronometro e il quinto in quella in linea. Il suo 2019 inizia in modo sfortunato: saltata la prima parte di stagione, esordisce ad aprile al Giro dei Paesi Baschi, ma nella corsa spagnola cade nella prima tappa riportando un infortunio al ginocchio. Tornato alle corse al Giro del Delfinato, si aggiudica il campionato nazionale a cronometro e la seconda tappa e la classifica generale dell'Adriatica Ionica Race.
Nel 2020 corre il suo primo Giro d'Italia, piazzandosi secondo nella dodicesima tappa, a Cesenatico, alle spalle di Jhonatan Narváez. L'anno dopo si aggiudica le due tappe conclusive del Giro del Delfinato, entrambe alpine con arrivo a La Plagne e Les Gets rispettivamente, e la classifica scalatori della corsa; conclude poi terzo nella classifica generale della Vuelta a Burgos. A fine stagione, in scadenza con la Bahrain, firma un contratto triennale con il team statunitense EF Education-EasyPost valido fino a tutto il 2024.

## Palmarès

### Strada
- 2014 (Juniores)

Campionati ucraini, Prova a cronometro juniores
- 2015 (Under-23)

2ª tappa Polonia-Ucraina (cronometro)
Classifica generale Polonia-Ucraina
3ª tappa Giro della Regione Friuli Venezia Giulia (Palmanova > Resia)
- 2016 (Team Colpack Under-23)

Coppa Penna
Gran Premio Industria e Commercio Comune di Botticino
Campionati ucraini, Prova a cronometro Under-23
3ª tappa Giro della Valle d'Aosta (Morillon > Saint-Gervais Mont-Blanc)
- 2017 (Team Colpack Under-23)

Circuito del Compitese
Trofeo Banca Popolare di Vicenza
Classifica generale Flèche du Sud
3ª tappa Giro d'Italia Under-23 (Forlì > Bagnara di Romagna)
Gran Premio Capodarco
- 2018 (Bahrain-Merida, una vittoria)

5ª tappa Tour of the Alps (Rattenberg > Innsbruck)
- 2019 (Bahrain-Merida, tre vittorie)

Campionati ucraini, Prova a cronometro
2ª tappa Adriatica Ionica Race (Palmanova > Lago di Misurina/Tre Cime di Lavaredo)
Classifica generale Adriatica Ionica Race
- 2021 (Bahrain Victorious, due vittorie)

7ª tappa Giro del Delfinato (Saint-Martin-le-Vieux > La Plagne)
8ª tappa Giro del Delfinato (La Léchère-les-Bains > Les Gets)
- 2022 (EF Education-EasyPost, una vittoria)

4ª tappa Gran Camiño (Sarria, cronometro)

#### Altri successi
- 2015 (Under-23)

Classifica scalatori Giro della Regione Friuli Venezia Giulia
- 2016 (Under-23)

Classifica scalatori Giro della Valle d'Aosta
Classifica giovani Giro della Valle d'Aosta
- 2017 (Under-23)

Classifica giovani Flèche du Sud
- 2018 (Bahrain-Merida)

1ª prova Hammer Sportzone Limburg
- 2019 (Bahrain-Merida)

Classifica giovani Adriatica Ionica Race
- 2021 (Bahrain Victorious)

Classifica scalatori Critérium du Dauphiné

## Piazzamenti

### Grandi Giri
- Giro d'Italia

2020: 70º
- Vuelta a España

2018: ritirato (17ª tappa)
2019: 84º
2021: 59º
2022: 45º

### Classiche monumento
- Liegi-Bastogne-Liegi

2021: 79º
- Giro di Lombardia

2020: ritirato
2022: 36º

### Competizioni mondiali
- Campionati del mondo

Toscana 2013 - Cronometro Junior: 26º
Toscana 2013 - In linea Junior: 34º
Ponferrada 2014 - Cronometro Junior: 16º
Ponferrada 2014 - In linea Junior: 28º
Innsbruck 2018 - Cronometro Under-23: 17º
Innsbruck 2018 - In linea Under-23: 5º
Yorkshire 2019 - In linea Elite: non partito

### Competizioni europee
- Campionati europei

Olomouc 2013 - Cronometro Junior: 17º
Olomouc 2013 - In linea Junior: 24º
Nyon 2014 - Cronometro Junior: 11º
Nyon 2014 - In linea Junior: 26º
Tartu 2015 - Cronometro Under-23: 52º
Tartu 2015 - In linea Under-23: 32º
Trento 2021 - In linea Elite: ritirato